# ウメル・ブアーギ
ウメル・ブアーギ（アラビア語: أم البواقي、Oum El Bouaghi）はアルジェリアの基礎自治体である。ウメル・ブアーギ県の県都である。

## 交通

### 道路
- 国道10号線 (アルジェリア)（フランス語版）（N10号）